# Ittersbach

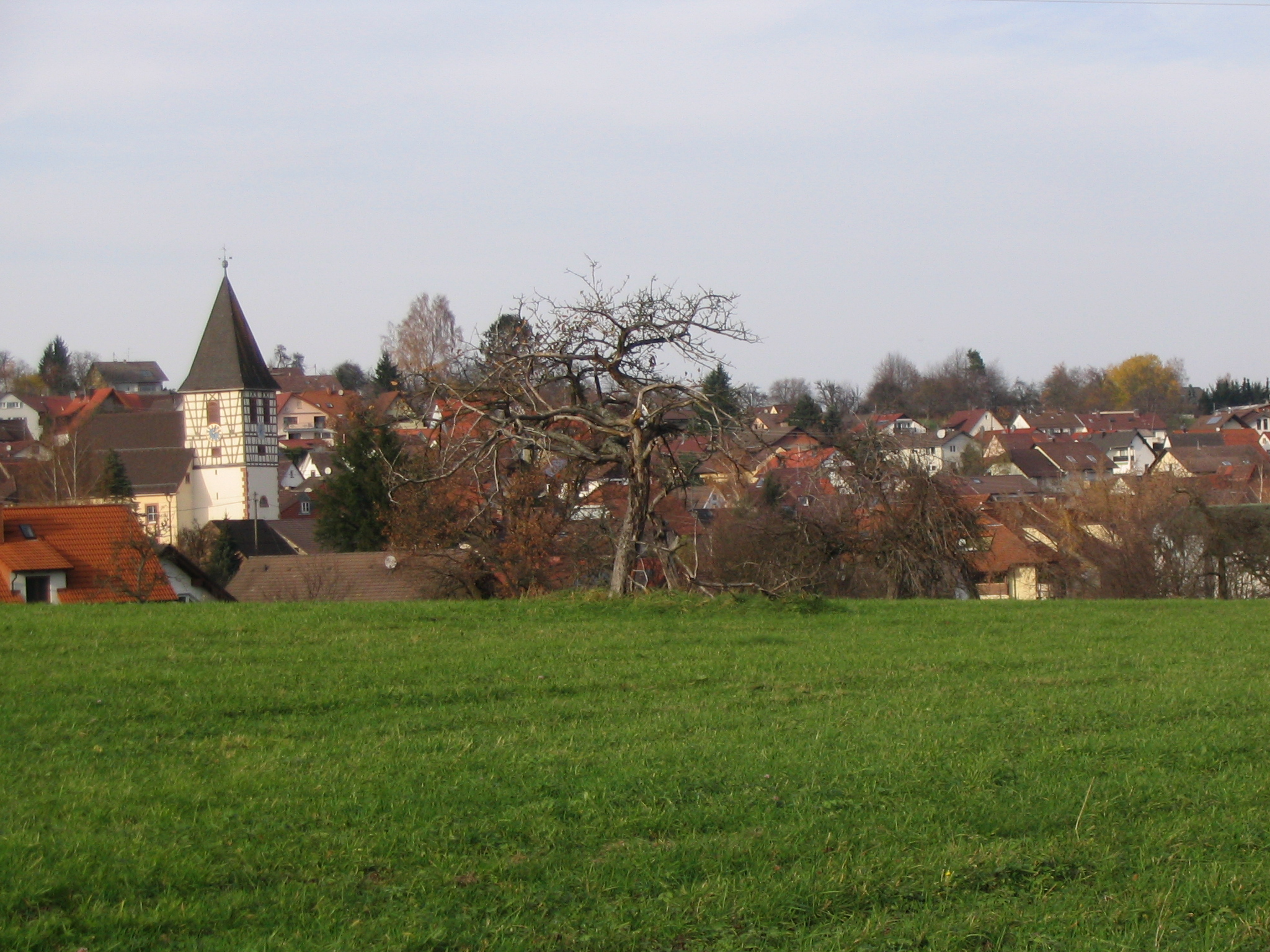
Blick auf Ittersbach

Ittersbach ist ein Ortsteil der Gemeinde Karlsbad im südlichen Landkreis Karlsruhe in Baden-Württemberg und liegt im Naturpark Schwarzwald Mitte/Nord.

## Geschichte
Die erste urkundliche Erwähnung erfolgte 1232 unter dem Namen Utilspur. Dieser Name wandelte sich im Laufe der Zeit zum heutigen Ortsnamen Ittersbach. Auf der Gemarkung Ittersbach liegt die Wüstung Wolmersbur, die im 15. Jahrhundert abgegangen ist.
Bevor Ittersbach am 1. September 1971 im Rahmen einer Gemeindereform zu einer der Gründungsgemeinden der Gemeinde Karlsbad wurde, war es eine eigenständige Gemeinde im Landkreis Pforzheim. Die vier weiteren Ortsteile der Gemeinde Karlsbad (Baden) sind Langensteinbach, Spielberg, Auerbach und Mutschelbach.

## Wirtschaft
Auf der Gemarkung von Ittersbach haben z. B. die international tätigen Unternehmen Herrmann Ultraschalltechnik, Harman/Becker und Nero AG ihren Hauptsitz.

## Verkehrsanbindung

### Autobahnanschluss
Die nächstgelegene Autobahn ist die A8, Anschlussstelle Karlsbad.

### Öffentlicher Personennahverkehr

#### Stadtbahn-Verbindungen
- Stadtbahn S11: Hochstetten – Karlsruhe – Ettlingen – Waldbronn – Langensteinbach – Ittersbach
- Stadtbahn S12: Karlsruhe-Rheinhafen – Ettlingen – Waldbronn – Langensteinbach – Ittersbach (Eilzug)

Bahnhaltestellen in Ittersbach:
- Ittersbach Rathaus
- Ittersbach Bahnhof
- Ittersbach Industrie

#### Busverbindungen
- Regionalbus 715: Ittersbach – Pfinzweiler – Conweiler – Neuenbürg – Birkenfeld – Pforzheim ZOB / Hbf.
- Regionalbus 717: Ittersbach – Langenalb – Schwann – Birkenfeld – Pforzheim ZOB / Hbf.
- Regionalbus 720: Ittersbach – Ittersbach-Industriegebiet – Ottenhausen – Ellmendingen – Dietlingen – Pforzheim ZOB / Hbf.

#### Geschichtliches
Von 1898 bis 1968 fuhr hier die Pforzheimer Kleinbahn, deren Gleisanlagen wurden im Bereich Ittersbach und Ottenhausen (Straubenhardt) durch einen Tornado, der am 10. Juli 1968 über den Ort zog, völlig zerstört. Seither besteht aber eine Busverbindung (Linie 720) des Verkehrsverbunds Pforzheim-Enzkreis (VPE), die die Kleinbahn ersetzt.

## Freizeit und Kultur
Jährlich wird in Ittersbach von der örtlichen Narrenzunft ein großer Faschingsumzug mit anschließendem Straßenfasching mit mehr als 70 Gruppen ausgerichtet.
Der MVE Ittersbach gibt einmal im Jahr ein Hauptkonzert, und die dazugehörige Jugendkapelle hat mehrere Konzerte. Außerdem gibt es jährlich Veranstaltungen wie zum Beispiel den Weihnachtsklang.
Alle zwei Jahre veranstalten die örtlichen Vereine ein Straßenfest.

### Vereine

#### VfR Ittersbach
Der VfR (Verein für Rasenspiele) Ittersbach 1909 e. V. mit rund 500 Mitgliedern bietet Fußball, Volleyball, Sportkegeln, Damengymnastik und Mutter-Kind/Kinderturnen auf vereinseigenen Sportanlagen an. Der Verein ist u. a. Mitglied im badischen Fußballverband und im badischen Kegler- und Bowlingverband. Die Fußballsektion verfügt über Jugendmannschaften sämtlicher Altersgruppen. Der Verein begibt i. d. R. monatlich ein eigenes Sportmagazin.

#### SSV Karlsbad
Der SSV (Sportschützenverein) Karlsbad 1935 e. V. mit rund 300 Mitgliedern bietet Bogenschießen, Groß- und Kleinkaliberdisziplinen, Luftdruckwaffendisziplinen mit Kurz- und Langwaffen des Deutschen Schützenbundes und des Bundes Deutscher Schützen (BDS) an. Der Verein verfügt über geschlossene und beheizbare Schießhallen, halboffene Schießstände sowie Freigelände. Die Schießbahnen sind zwischen 10 und 50 Meter lang. Der Verein stellte im Jahr 2018 mehrere Deutsche Meister in BDS-Kurz- und -Langwaffendisziplinen. Weiterhin ist die Interessengemeinschaft Ordonnanzrepetierer (IGOR) formiert, die den Schießsport mit teilweise über 100 Jahre alten Repetierbüchsen ausübt. Der Verein hat eine weitgehend selbstverwaltete Jugendabteilung.

#### Narrenzunft Ittersbach
Die Narrenzunft Ittersbach wurde 1984 gegründet. Die Zunft besteht aus drei Häsgruppen. Die Ittersbacher Hexen sind nach dem Gebiet Hexenbrückle auf der Gemarkung Ittersbach benannt. Das Häs besteht aus einem braunen Flickenrock, einer grünen Jacke, sowie rotem Kopftuch, grüner Schürze und rot-weiß gestreiften Strümpfen.
Das Ittersbacher Jaköble geht auf einen Gemeindehirten zurück. Diese Häsfigur ist ausgestattet mit einer Saublase und Rollen. Bekleidet ist die mit einer schwarzen Hose, blauem Bauernkittel, sowie gelben Strümpfen und einer schwarzen Zipfelmütze mit rotem Bommel.
Das Ittersbacher Stöckmädle ist eine Phantasiefigur und stammt aus der Gemarkung Stöckmädle, dem heutigen Industriegebiet von Ittersbach. Der Figur wurde Schabernack nacherzählt, den sie in den frühen Jahren getrieben haben soll. Die Häsfigur trägt einen roten Kittel, blauen Zipfelrock und eine gelbe Schürze, dazu kommen rote Strümpfe und ein blaues Kopftuch.
2015 zählte die Zunft 231 Mitglieder, 50 davon waren aktive Maskenträger.

## Trivia
- Die Einwohner werden auch scherzhaft Kuckucke genannt. (Ortsneckname)
- Historisch bedingt hat Ittersbach nicht die Telefonvorwahl 07202 von Karlsbad, sondern 07248 von Marxzell